# Aperittochelifer zumpti
Espèce
Aperittochelifer zumpti est une espèce de pseudoscorpions de la famille des Cheliferidae.

## Distribution
Cette espèce est endémique d'Afrique du Sud. Elle se rencontre vers Maseya Spring.

## Description
La femelle holotype mesure 2 mm.

## Étymologie
Cette espèce est nommée en l'honneur de Fritz Konrad Ernst Zumpt.

## Publication originale
- Beier, 1964 : Weiteres zur Kenntnis der Pseudoscorpioniden-Fauna des südlichen Afrika. Annals of the Natal Museum, vol. 16, p. 30-90 (texte intégral).